# Ro-Kyu-Bu!
Ro-Kyu-Bu! (jap. ロウきゅーぶ！ Rō-Kyū-Bu!) – seria light novel opracowana przez Sagu Aoyamę i zilustrowana przez Tinkle, wydawana nakładem wydawnictwa ASCII Media Works pod imprintem Dengeki Bunko od 10 lutego 2009 do 10 lipca 2015.
Na jej podstawie powstały: 3 adaptacje w formie mangi (w tym jeden spin-off), telewizyjny serial anime (składający się z dwóch sezonów i jednego odcinka specjalnego OVA), a także trzy gry komputerowe wyprodukowane przez Vridge i wydane przez ASCII Media Works oraz Kadokawa Games – oba na platformę PlayStation Portable oraz jedna na PlayStation Vita.

## Fabuła
Subaru Hasegawa, uczeń klasy pierwszej liceum Nashiba, jest zmuszony przestać grać w koszykówkę w swojej szkole po tym, gdy kapitan drużyny zostaje wciągnięty w skandal za podejrzenie o molestowanie seksualne małej dziewczynki, w konsekwencji czego klub został rozwiązany na rok. Następnie jego ciotka, Mihoshi Takamura, wyznacza go na trenera dziewczęcej drużyny koszykówki w Akademii Keishin. Początkowo zgadza się trenować dziewczynki tylko przez trzy dni, ale po zapoznaniu się z ich okolicznościami, zdecydował się je dalej trenować. Dzięki temu, pasja Subaru do koszykówki zostaje ponownie rozpalona, gdy jego wysiłki zmierzające do poprawy ich umiejętności przynoszą efekty, a on staje się z nimi bliskim przyjacielem.

## Light novel
Seria opracowana przez Sagu Aoyamę i ilustrowana przez Tinkle, składająca się z 15 tomów, ukazywała się w sprzedaży od 10 lutego 2009 do 10 lipca 2015 nakładem wydawnictwa ASCII Media Works pod imprintem Dengeki Bunko. Wraz z wydaniem 12. tomu podano do wiadomości, że główny wątek serii został ukończony.
| Nr | Data wydania (język japoński) | ISBN (język japoński)  |
| --- | ----------------------------- | ---------------------- |
| 1 | 10 lutego 2009                | ISBN 978-4-04-867520-8 |
| 2 | 10 czerwca 2009               | ISBN 978-4-04-867842-1 |
| 3 | 10 października 2009          | ISBN 978-4-04-868076-9 |
| 4 | 10 lutego 2010                | ISBN 978-4-04-868329-6 |
| 5 | 10 czerwca 2010               | ISBN 978-4-04-868598-6 |
| 6 | 10 października 2010          | ISBN 978-4-04-868924-3 |
| Nota: Tom zawiera dodatkowe rozdziały zatytułowane kolejno Aoi no Petit Mission (jap. 葵のぷちミッション Aoi no Puchi Misshon) oraz Minna no negai to natsu matsuri (jap. みんなの願いと夏祭り). |                               |                        |
| 7 | 10 lutego 2011                | ISBN 978-4-04-870273-7 |
| 8 | 10 lipca 2011                 | ISBN 978-4-04-870592-9 |
| 9 | 10 października 2011          | ISBN 978-4-04-870963-7 |
| 10 | 10 lutego 2012                | ISBN 978-4-04-886346-9 |
| Nota: Tom zawiera dodatkowy rozdział zatytułowany Kessen wa yuenchi!? (jap. 決戦は遊園地!?). |                               |                        |
| 11 | 10 października 2012          | ISBN 978-4-04-886987-4 |
| 12 | 10 lutego 2013                | ISBN 978-4-04-891411-6 |
| 13 | 10 lipca 2013                 | ISBN 978-4-04-891795-7 |
| 14 | 8 marca 2014                  | ISBN 978-4-04-866415-8 |
| Nota: Tom zawiera dodatkowy rozdział zatytułowany Onsen kessen dai sakusen! (jap. 温泉決戦大作戦！).                                                                                             |                               |                        |
| 15 | 10 lipca 2015                 | ISBN 978-4-04-865192-9 |

## Manga
Publikacja adaptacji w formie mangi na podstawie scenariusza Sagu Aoyamy, ilustrowana przez Yūki Takamiego rozpoczęła się 30 sierpnia 2010 na łamach magazynu „Dengeki G’s Magazine”. Po publikacji rozdziału w majowym wydaniu (z 28 marca 2014) zakończono serializację w tym magazynie i miesiąc później została ona przeniesiona do „Dengeki G's Comic”, gdzie kolejny rozdział został opublikowany w numerze czerwcowym (z 28 kwietnia 2014), natomiast ostatni – w marcowym wydaniu (z 30 stycznia 2017).
Wszystkie opublikowane rozdziały zostały skompilowane do łącznie 12 tankōbonów, które wydawane były nakładem wydawnictwa ASCII Media Works od 27 kwietnia 2011 do 27 marca 2017.
| Nr | Data wydania (język japoński) | ISBN (język japoński)  |
| --- | ----------------------------- | ---------------------- |
| 1 | 27 kwietnia 2011              | ISBN 978-4-04-870479-3 |
| 2 | 27 sierpnia 2011              | ISBN 978-4-04-870839-5 |
| 3 | 27 lutego 2012                | ISBN 978-4-04-886260-8 |
| 4 | 27 sierpnia 2012              | ISBN 978-4-04-886262-2 |
| Nota: ISBN 978-4-04-886306-3 w przypadku edycji specjalnej (wydanej 10 sierpnia 2012), zawierającej ruchomą figurkę Tomoki Minato. |                               |                        |
| 5 | 27 marca 2013                 | ISBN 978-4-04-891436-9 |
| 6 | 27 sierpnia 2013              | ISBN 978-4-04-891842-8 |
| 7 | 27 marca 2014                 | ISBN 978-4-04-866382-3 |
| 8 | 27 września 2014              | ISBN 978-4-04-866888-0 |
| 9 | 27 kwietnia 2015              | ISBN 978-4-04-865122-6 |
| 10 | 27 listopada 2015             | ISBN 978-4-04-865466-1 |
| 11 | 27 lipca 2016                 | ISBN 978-4-04-892143-5 |
| 12 | 27 marca 2017                 | ISBN 978-4-04-892821-2 |

### Yonkoma
Manga w formacie yonkoma zilustrowana przez Futabę Miwę została opublikowana w czerwcowym numerze magazynu „Dengeki Moeoh” wydanym 26 kwietnia 2011, a następnie skompilowana do dwóch tankōbonów wydanych kolejno 27 kwietnia 2012 i 27 września 2013.
| Nr | Data wydania (język japoński) | ISBN (język japoński)  |
| -- | ----------------------------- | ---------------------- |
| 1  | 27 kwietnia 2012              | ISBN 978-4-04-886568-5 |
| 2  | 27 września 2013              | ISBN 978-4-04-891933-3 |

### Spin-off
Na podstawie serii powstał spin-off zatytułowany Ro-Kyu-Bu! Half-time (jap. ロウきゅーぶ！ は〜ふたいむ Rō-Kyū-Bu! Hāfutaimu), który został zilustrowany przez Yūkiego Takamiego. Publikacja rozpoczęła się w 26. numerze magazynu „Dengeki G's Festival! Comic”, wydanym 26 października 2012, natomiast zakończyła się w 42. numerze (z 26 czerwca 2015). Następnie serializacja została przeniesiona do „Dengeki G's Comic”, gdzie ostatnie rozdziały ukazały się w numerach z 30 lipca i 29 sierpnia.
Wszystkie rozdziały zostały skompilowane do 3 tankōbonów, które wydane zostały nakładem wydawnictwa ASCII Media Works kolejno 27 sierpnia 2013, 27 września 2014 i 10 października 2015.
| Nr | Data wydania (język japoński) | ISBN (język japoński)  |
| -- | ----------------------------- | ---------------------- |
| 1  | 27 sierpnia 2013              | ISBN 978-4-04-891843-5 |
| 2  | 27 września 2014              | ISBN 978-4-04-866892-7 |
| 3  | 10 października 2015          | ISBN 978-4-04-865465-4 |

## Anime

### Ro-Kyu-Bu!
Adaptacja w formie telewizyjnego serialu anime została zapowiedziana 7 lutego 2011 przez imprint Dengeki Bunko, natomiast zapowiedź opublikowana została 1 czerwca w serwisie YouTube. 9 dni na oficjalnej stronie anime ogłoszono, że premiera będzie miała miejsce 1 lipca na antenie AT-X, na której kolejne odcinki emitowane były premierowo w każdy piątek o 23.30 (czasu japońskiego JST). Produkcją wykonawczą zajęły się studia Project No.9 oraz Studio Blanc, reżyserią – Keizō Kusakawa, scenariuszem – Michiko Itō, za muzykę – Takeshi Watanabe, natomiast producentami byli Satoshi Fujita, Jun Fukuda i Atsushi Wada. Ostatni, 12. odcinek wyemitowany został 23 września.
Poza Japonią, odcinki dostępne były za pośrednictwem platformy The Anime Network do czasu zakończenia jej działalności w dniu 19 sierpnia 2017 – od tego czasu odcinki obecnie są dostępne na platfomie Hidive. Prawami do dystrubucji w Stanach Zjednoczonych dysponuje Sentai Filmworks, które nabyło 22 lipca 2011. 11 miesięcy później, 27 czerwca 2012 podano do wiadomości, że na prośbę producentów musiało zwrócić prawa do dystrybucji anime w wersji na DVD, lecz mogło pozostawić prawa do emisji w telewizji, streamowania oraz dystrybucji na innych platformach cyfrowych.

### Ro-Kyu-Bu! SS
21 października 2012 podczas festiwalu z okazji 20. rocznicy powstania portalu Dengeki ogłoszono, że serial anime otrzyma drugi sezon pod tytułem Ro-Kyu-Bu! SS (jap. ロウきゅーぶ！ SS Rō-Kyū-Bu! SS). Dwie litery SS są skrótem od dwóch znaczeń: Cytat Shōgakusei wa saikō daze! lub po prostu Second Season. Informacje o drugim sezonie potwierdził sam autor serii, Sagu Aoyama. 17 marca 2013 podano do wiadomości, że premiera odbędzie się w lipcu, natomiast 29 czerwca 2013 w serwisie YouTube został opublikowany zwiastun, a także ogłoszono, że odcinki premierowo będą emitowane od 5 lipca na antenie AT-X w każdy piątek o 22.30 (czasu japońskiego JST). W porównaniu z poprzedniem sezonem, skład ekipy produkcyjnej pozostała bez zmian z tą różnicą, że produkcją zajmowało się samodzielnie studio Project No.9, reżyserią zajął się Keizō Kurasawa wraz z Shinsuke Yanagi, a do osób odpowiedzialnych za produkcję dołączył Nobihiro Nakayama. Podobnie jak pierwszy sezon, składał się z 12 odcinków, natomiast ostatni z nich został wyemitowany 27 września.

### Spis serii
| Seria     | Seria                    | Tytuł                   | Tytuł            | Odcinki          | Premiera serii   | Finał serii      |
| Seria     | Seria                    | Rōmaji                  | Kanji            | Odcinki          | Premiera serii   | Finał serii      |
| --------- | ------------------------ | ----------------------- | ---------------- | ---------------- | ---------------- | ---------------- |
|           | 1.                       | Ro-Kyu-Bu!              | ロウきゅーぶ！   | 1–12 (12)        | 1 lipca 2011     | 23 września 2011 |
| OVA       | Tomoka no ichigo Sunday  | 智花のいちごサンデー    | 20 czerwca 2013  | 20 czerwca 2013  | 20 czerwca 2013  |                  |
|           | 2.                       | Ro-Kyu-Bu! SS           | ロウきゅーぶ！SS | 13–24 (12)       | 5 lipca 2013     | 27 września 2013 |
| Specjalny | Ro-Kyu-Bu! SS Bangai-hen | ロウきゅーぶ！SS 番外編 | 16 sierpnia 2013 | 16 sierpnia 2013 | 16 sierpnia 2013 |                  |

### Spis odcinków

#### Ro-Kyu-Bu! (2011)
| #   | Tytuł odcinka | Premiera         |
| --- | --- | ---------------- |
| 1   | Shōgakusei ga uattekuru Yay! Yay! Yay! Shōgakusei ga uattekuru Yā! Yā! Yā! (小学生がやって来る ヤァ! ヤァ! ヤァ!) | 1 lipca 2011     |
| 2   | Chisana shōjo no negai (小さな少女の願い)                                                                         | 8 lipca 2011     |
| 3   | Ashita ni kakeru Pass Ashita ni kakeru pasu (明日に架けるパス)                                                    | 15 lipca 2011    |
| 4   | Subaru ni negai o (昂に願いを)                                                                                    | 22 lipca 2011    |
| 5   | Hard ni hi o tsukete Hādo ni hi o tsukete (ハードに火を付けて)                                                    | 29 lipca 2011    |
| 6   | Teppan Master Teppan Masutā (鉄板マスター)                                                                        | 5 sierpnia 2011  |
| 7   | Kimi no tsubomi ni koishiteru (君の蕾に恋してる)                                                                  | 19 sierpnia 2011 |
| 8   | Teisei e no kaidan (転生への階段)                                                                                 | 26 sierpnia 2011 |
| 9   | Jiyū e no heisō (自由への併走)                                                                                    | 2 września 2011  |
| 10  | Bisei (Beautiful Star) no higeki Bisei (Byūtifuru Sutā) no higeki (美星(ビューティフル・スター)の悲劇)            | 9 września 2011  |
| 11  | Go-nin no kakehashi (五人の架け橋)                                                                                | 16 września 2011 |
| 12  | Boku no yume wa kimi no yume (僕の夢は君の夢)                                                                     | 23 września 2011 |
| OVA | Tomoka no ichigo Sunday Tomoka no ichigo Sandē (智花のいちごサンデー)                                             | 20 czerwca 2013  |

#### Ro-Kyu-Bu! SS (2013)
| #  | #  | Tytuł odcinka                                                                                | Premiera         |
| -- | -- | -------------------------------------------------------------------------------------------- | ---------------- |
| 1  | 13 | Shōgakusei (Innocent)・World! Shōgakusei (Inosento)・Wārudo! (小学生(いのせんと)・わ～るど!) | 5 lipca 2013     |
| 2  | 14 | Flying kettō! Furaingu kettō! (フライング決闘！)                                             | 12 lipca 2013    |
| 3  | 15 | Paradigm ginga Paradaimu ginga (パラダイム銀河)                                              | 19 lipca 2013    |
| 4  | 16 | Oroka otoko (Mono) (愚か男（もの）)                                                          | 26 lipca 2013    |
| 5  | 17 | Overnight Sensation! Ōbānaito Sensēshon! (オーバーナイト・せんせ〜しょん!)                   | 2 sierpnia 2013  |
| 6  | 18 | Aoi no katsu? (葵は勝つ?)                                                                    | 9 sierpnia 2013  |
| SP | SP | Ro-Kyu-Bu! SS Bangai-hen (ロウきゅーぶ！SS 番外編)                                           | 16 sierpnia 2013 |
| 7  | 19 | Win, again?                                                                                  | 23 sierpnia 2013 |
| 8  | 20 | I Wish with You                                                                              | 30 sierpnia 2013 |
| 9  | 21 | Don't wanna cry Nakitakunai… (Don't wanna cry 泣きたくない…)                                 | 6 września 2013  |
| 10 | 22 | Wanna Be A Gamemaker                                                                         | 13 września 2013 |
| 11 | 23 | Dearests                                                                                     | 20 września 2013 |
| 12 | 24 | Tomoka (Kimi) ga iru dake de (智花（キミ）がいるだけで)                                      | 27 września 2013 |

### Blu-ray/DVD
Wszystkie odcinki każdego z sezonów zostały skompilowane do sześciu wydań na Blu-ray i DVD, które w każdym z nich znajdowały się dwa odcinki sezonu.

#### Spis tomów
| Tom           | Odcinki    | Data wydania         | Kod        | Kod        | Źródło     |
| Tom           | Odcinki    | Data wydania         | Blu-ray    | DVD        | Źródło     |
| Ro-Kyu-Bu!    | Ro-Kyu-Bu! | Ro-Kyu-Bu!           | Ro-Kyu-Bu! | Ro-Kyu-Bu! | Ro-Kyu-Bu! |
| ------------- | ---------- | -------------------- | ---------- | ---------- | ---------- |
| 1             | 1–2        | 28 września 2011     | 1000232043 | 1000232042 | [ 62 ]     |
| 2             | 3–4        | 26 października 2011 | 1000239487 | 1000239461 | [ 62 ]     |
| 3             | 5–6        | 30 listopada 2011    | 1000239488 | 1000239457 | [ 62 ]     |
| 4             | 7–8        | 21 grudnia 2011      | 1000239486 | 1000239453 | [ 62 ]     |
| 5             | 9–10       | 25 stycznia 2012     | 1000239485 | 1000239439 | [ 62 ]     |
| 6             | 11–12      | 29 lutego 2012       | 1000239484 | 1000239435 | [ 62 ]     |
| Ro-Kyu-Bu! SS |            |                      |            |            |            |
| 1             | 1–2        | 25 września 2013     | 1000416088 | 1000416087 | [ 64 ]     |
| 2             | 3–4        | 30 października 2013 | 1000416085 | 1000416084 | [ 65 ]     |
| 3             | 5–6        | 27 listopada 2013    | 1000416082 | 1000416081 | [ 66 ]     |
| 4             | 7–8        | 25 grudnia 2013      | 1000416080 | 1000416079 | [ 67 ]     |
| 5             | 9–10       | 29 stycznia 2014     | 1000416078 | 1000416077 | [ 68 ]     |
| 6             | 11–12      | 26 lutego 2014       | 1000416076 | 1000416075 | [ 69 ]     |

### Muzyka
W openingu i endingu utwory wykonywane były przez zespół o tej samej nazwie co tytuł serii, w którego skład wchodziły odtwórczynie głównych ról w adaptacji anime: Kana Hanazawa, Yūka Iguchi, Yōko Hikasa, Rina Hidaka i Yui Ogura.
| Seria   | Tytuł                       | Tytuł                          | Źródło |
| Seria   | Rōmaji                      | Kanji                          | Źródło |
| ------- | --------------------------- | ------------------------------ | ------ |
| 1.      | SHOOT!                      | SHOOT!                         | [ 70 ] |
| 2.      | Get goal!                   | Get goal!                      | [ 71 ] |
| Opening |                             |                                |        |
| 1.      | Party Love ~Okkiku naritai~ | Party Love〜おっきくなりたい〜 | [ 70 ] |
| 2.      | Rolling! Rolling!           | Rolling! Rolling!              | [ 71 ] |

## Gry komputerowe
Na podstawie serii powstały trzy gry komputerowe – wszystkie z nich stworzone przez Vridge i wydane przez ASCII Media Works oraz Kadokawa Games. Pierwsza z nich została zapowiedziana 9 kwietnia 2011, a następnie wydana 27 października 2011 na konsolę PlayStation Portable.
Druga gra pod tytułem Ro-Kyu-Bu! Himitsu no otoshimono (jap. ロウきゅーぶ！ ひみつのおとしもの Rō-Kyū-Bu! Himitsu no otoshimono) zapowiedziana została 4 marca 2013 i wydana 20 czerwca tego samego roku.
Produkcja trzeciej gry zatytułowanej Ro-Kyu-Bu! Naisho no Shutter Chance (jap. ロウきゅーぶ! ないしょのシャッターチャンス Rō-Kyū-Bu! Naisho no shattā chansu) zapowiedziana została 10 czerwca 2013, 10 dni przed premierą drugiej, natomiast premiera pierwotnie miała się odbyć jesienią na PlayStation Portable, lecz 12 sierpnia podano do wiadomości, że została ona opóźniona na 2014 rok, a gra zostanie wydana na konsolę PlayStation Vita. 26 grudnia na oficjalnej stronie gry ogłoszono, że premiera odbędzie się ostatecznie 27 marca 2014.

## Radio
Z serią związane były trzy audycje radiowe, z czego jedna emitowana była za pośrednictwem Niconico Nanahōsō, natomiast dwie – na antenie HiBiKi Radio Station. Prowadzącą wszystkich z nich była Rina Hidaka – aktorka, która użyczyła głosu Airi Kashii w adaptacji anime.

### Niconama Radio Keishin Gakuen Ro-Kyu-Bu!
Pierwsza audycja radiowa zatytułowana Niconama Radio Keishin Gakuen Rō-Kyū-bu! (jap. ニコ生ラジオ 慧心学園 ロウきゅー部！ Nikonama rajio Keishin Gakuen Rō-Kyū-bu!) nadawana była od 28 czerwca do 27 września 2011. Razem nadano siedem wydań, które każde z nich emitowane było za pośrednictwem Niconico Nanahōsō w drugi i czwarty wtorek miesiąca o 21.00.

### Keishin Gakuen Ro-Kyu-Bu! Extra
Kolejna audycja pod tytułem Keishin Gakuen Ro-Kyu-Bu! Extra (jap. 慧心学園 ロウきゅー部！エクストラ Keishin Gakuen Rō-Kyū-Bu! Ekusutora) nadawana była od 11 października 2011 do 7 lutego 2012. Razem nadano 10 wydań, które kolejne z nich nadawane były na antenie HiBiKi Radio Station początkowo w październiku w każdy wtorek, natomiast od listopada do lutego - w wybrany wtorek.

### Radio mo SS! Keishin Gakuen Ro-Kyu-Bu!
Od 27 czerwca do 5 grudnia 2013 nadawano audycję radiową zatytułowaną Radio mo SS! Keishin Gakuen Ro-Kyu-Bu! (jap. ラジオもSS！慧心学園ロウきゅー部！ Rajio mo SS! Keishin Gakuen Rō-Kyū-Bu!). Razem nadano 23 wydania, które kolejne z nich nadawane były w każdy wtorek.

## Zespół muzyczny
10 marca 2011, w kwietniowym numerze magazynu „Seiyū Animedia” ogłoszono, że wraz z premierą adaptacji anime powstanie zespół muzyczny, w którego skład wchodzić będzie 5 aktorek głosowych, podkładających głos głównych bohaterek serii. W czerwcowym numerze (z 10 maja) poinformowano, że zespół nazywać się będzie tak samo, jak seria light novel.
Nakładem wytwórni Warner Home Video ukazały się łącznie dwa single i dwa albumy, wydane w 2011 i 2013 roku. Ponadto zespół zagrał dwa koncerty, zorganizowane kolejno na hali Stellar Ball w tokijskiej dzielnicy Minato (2011) oraz na Saitama Super Arenie w Saitamie (2013).

## Odbiór
W październiku 2015 seria osiągnęła sprzedaż na poziomie 2 430 000 egzemplarzy.